# Jeřice
Jeřice (en allemand : Jerschitz) est une commune du district de Jičín, dans la région de Hradec Králové, en Tchéquie. Sa population s'élevait à 400 habitants en 2020.

## Géographie
Jeřice se trouve à 5 km au sud-est de Hořice, à 25 km à l'est-sud-est de Jičín, à 19 km au nord-ouest de Hradec Králové et à 94 km à l’est-nord-est de Prague.
La commune est limitée par Hořice au nord, par Boháňka au nord-est, par Cerekvice nad Bystřicí à l'est, par Hněvčeves et Sovětice au sud, et par Rašín et Třebnouševes à l'ouest.

## Histoire
La première mention écrite de la localité date de 1369.

## Administration
La commune se compose de deux quartiers :
- Jeřice
- Dolní Černůtky